# Tragico amore
Tragico amore è un film del 1912 diretto da Baldassarre Negroni.